# Claude Lechatelier
Claude Lechatelier o Le Chatellier (Caligny, 17 de desembre de 1946) va ser un ciclista francès, que fou professional el 1974. Va participar en els Jocs Olímpics de 1968.

## Palmarès
- 1967
  - 1r al Tour de la Manche
- 1970
  - 1r al Circuit de La Sarthe